# Big Lake (Minnesota)
Big Lake – miasto w Stanach Zjednoczonych, w stanie Minnesota, w hrabstwie Sherburne.